# Eduard Nécsey
Eduard Nécsey (Oslany, 9 febbraio 1892 – Nitra, 19 giugno 1968) è stato un arcivescovo cattolico slovacco.

## Biografia
Ha frequentato i primi quattro anni di studi superiori presso il liceo ginnasio di Prievidza ed in seguito presso il liceo ginnasio di Nitra, gestito dai padri scolopi. Dopo il conseguimento del diploma di maturità, quale studente meritevole, è stato inviato per gli studi di teologia presso l'Università di Innsbruck, dove si è laureato nel 1911 e dove è stato ordinato sacerdote il 30 giugno 1915.
L'8 gennaio 1940 è stato nominato dalla Sacra Congregazione De Propaganda Fide presidente della Pontificia Opera della Propagazione della Fede per la Slovacchia.
Il 12 marzo 1943 è stato nominato vescovo ausiliare per la diocesi di Nitra e vescovo titolare di Velicia da papa Pio XII. La cerimonia di consacrazione si è svolta il 16 maggio dello stesso anno. Nel 1949 ha ricevuto il titolo di amministratore apostolico della diocesi di Nitra, ruolo che ha ricoperto fino alla sua morte, all'età di 76 anni.
Il 16 maggio 1968 è stato nominato arcivescovo titolare di Velicia. Ha partecipato alle sedute del Concilio Vaticano II.
È morto dopo una lunga malattia il 19 giugno 1968.

## Genealogia episcopale
La genealogia episcopale è:
- Cardinale Scipione Rebiba
- Cardinale Giulio Antonio Santori
- Cardinale Girolamo Bernerio, O.P.
- Arcivescovo Galeazzo Sanvitale
- Cardinale Ludovico Ludovisi
- Cardinale Luigi Caetani
- Cardinale Ulderico Carpegna
- Cardinale Paluzzo Paluzzi Altieri degli Albertoni
- Papa Benedetto XIII
- Papa Benedetto XIV
- Papa Clemente XIII
- Cardinale Marcantonio Colonna
- Cardinale Giacinto Sigismondo Gerdil, B.
- Cardinale Giulio Maria della Somaglia
- Cardinale Carlo Odescalchi, S.I.
- Vescovo Eugène de Mazenod, O.M.I.
- Cardinale Joseph Hippolyte Guibert, O.M.I.
- Cardinale François-Marie-Benjamin Richard de la Vergne
- Cardinale Pietro Gasparri
- Cardinale Clemente Micara
- Arcivescovo Karel Kmetko
- Arcivescovo Eduard Nécsey